# Kamień (powiat słupecki)
Kamień – wieś w Polsce położona w województwie wielkopolskim, w powiecie słupeckim, w gminie Słupca.
W 1882 roku we wsi znajdował się folwark.
Podczas II wojny światowej Niemcy wysiedlili ze wsi 111 mieszkańców. 
19 stycznia 1962 roku we wsi powstała jednostka Ochotniczej Straży Pożarnej. 
W latach 1975–1998 miejscowość należała administracyjnie do województwa konińskiego. 